# Skenea coronadoensis
Skenea coronadoensis is een slakkensoort uit de familie van de Skeneidae. De wetenschappelijke naam van de soort is voor het eerst geldig gepubliceerd in 1903 door Arnold.